# Ferrari F1/86
A Ferrari F1/86 egy Formula–1-es versenyautó, amellyel a Scuderia Ferrari versenyzett az 1986-os Formula–1 világbajnokság során. Pilótái Michele Alboreto és Stefan Johansson voltak.

## Áttekintés
Az autó fő tervezője Harvey Postlethwaite volt. A 156/85-ös modell utódjaként tervezték meg, annak átgondolásával, és eleinte ígéretes teljesítményt nyújtott. Ám a szezon előrehaladtával komoly megbízhatósági gondok jelentkeztek, és a teljesítmény is visszaesett.
Az egyenesekben a leggyorsabb volt, csak a BMW-motoros autók voltak hozzá mérhetők. Ennek ellenére az elődjéhez képest gyengébben szerepelt: amikor a megbízhatósági gondokat sikerült kiküszöbölni, a rivális Williams-Honda, Lotus-Renault, és Benetton-BMW már sokkal jobbak voltak nála. Öt dobogót gyűjtött vele a csapat, ebből négyet Johansson, egyet Alboreto szerzett. Győzni, pole pozíciót, vagy esetleg a leggyorsabb kört megszerezni nem sikerült.
A Tipo 032 megjelölésű motor erejének köszönhetően ez az autó volt a Ferrari által valaha gyártott legerősebb autó. A francia nagydíj időmérő edzésén Alboreto a mérések alapján 1200 lóerő teljesítményre volt képes vele, amikor a hosszú Mistral egyenesben kielőzte Nigel Mansellt. Versenyeken csak 850 lóerőn üzemeltették a motort. Jól megmutatta ugyanez a pálya a fundamentális problémákat is, ugyanis a kanyargós részeken akkora hátrányt szedett össze Alboreto, hogy Mansell mögött végzett hat tizeddel. Az autó csak a könnyű pályákon volt előnyös helyzetben, a technikásokon már aligha.
Kinézetre a kasztni tömzsibb volt, mint riválisaié, és sok szempontból a 126C3 modellre hasonlított, amit 1983-ban használt a csapat. Egész idényben egyetlen kör erejéig álltak az élen, Belgiumban, ahol Johansson megörökölte a vezetést. A legígéretesebb teljesítményt talán az olasz nagydíjon nyújtották, ahol ha Alboreto nem pördül ki az élmezőny üldözése közben, talán a győzelemre is esélyes lehetett volna.
A szezon végén leigazolta a csapat a McLaren-től John Barnard tervezőt. Ez volt a Ferrari utolsó autója, melyben a 120 fokos elrendezésű motort használták, a következő évtől egy új, 90 fokos motort használt a csapat.

## Eredmények
(félkövér jelöli a pole pozíciót, dőlt betű a leggyorsabb kört)
| Év   | Csapat                     | Motor            | Gumik | Pilóták          | 1   | 2   | 3   | 4   | 5   | 6   | 7   | 8   | 9   | 10  | 11  | 12  | 13  | 14  | 15  | 16  | Pontok | Helyezés |
| ---- | -------------------------- | ---------------- | ----- | ---------------- | --- | --- | --- | --- | --- | --- | --- | --- | --- | --- | --- | --- | --- | --- | --- | --- | ------ | -------- |
| 1986 | Scuderia Ferrari SpA SEFAC | Ferrari Tipo 032 | G     |                  | BRA | ESP | SMR | MON | BEL | CAN | DET | FRA | GBR | GER | HUN | AUT | ITA | POR | MEX | AUS | 37     | 4.       |
| 1986 | Scuderia Ferrari SpA SEFAC | Ferrari Tipo 032 | G     | Michele Alboreto | KI  | KI  | 10  | KI  | 4   | 8   | 4   | 8   | KI  | KI  | KI  | 2   | KI  | 5   | KI  | KI  | 37     | 4.       |
| 1986 | Scuderia Ferrari SpA SEFAC | Ferrari Tipo 032 | G     | Stefan Johansson | KI  | KI  | 4   | 10  | 3   | KI  | KI  | KI  | KI  | 11  | 4   | 3   | 3   | 6   | 12  | 3   | 37     | 4.       |

## Forráshivatkozások
1. ↑  Engine Ferrari • STATS F1. www.statsf1.com. (Hozzáférés: 2022. március 10.)
2. ↑  1986 • STATS F1. www.statsf1.com. (Hozzáférés: 2022. március 10.)

## Fordítás
Ez a szócikk részben vagy egészben  a   Ferrari F1/86 című francia Wikipédia-szócikk ezen változatának fordításán alapul.  Az eredeti cikk szerkesztőit annak laptörténete sorolja fel. Ez a jelzés csupán a megfogalmazás eredetét és a szerzői jogokat jelzi, nem szolgál a cikkben szereplő információk forrásmegjelöléseként.